# Radinac
Radinac (cyr. Радинац) – wieś w Serbii, w okręgu podunajskim, w mieście Smederevo. W 2011 roku liczyła 5428 mieszkańców.